# Disneyland Šanghaj
Disneyland Šanghaj je tematický park v šanghajské čtvrti Pchu-tung. Stavba byla zahájena v roce 2011, park byl otevřen po pěti letech 16. června 2016. Jde o celkově šestý Disneyland na světě, z toho třetí v Asii (po Tokiu a Hongkongu).
Park je součástí rekreační oblasti Shanghai Disney Resort. V té se kromě samotného parku nachází několik hotelů (Shanghai Disneyland Hotel, Toy Story Hotel) a areál Disneytown s obchody a restauracemi. Součástí resortu je i Wishing Star Park, parková oblast kolem jezera, o celkové ploše cca 40 hektarů.

## Části parku
Park se skládá ze šesti tematických oblastí:
- Fantasyland („Země fantazie“). Jeho dominantou je Enchanted Storybook Castle („Hrad kouzelné knihy pohádek“), dosud největší hrad či zámek ze všech Disneylandů, vysoký 60 metrů.[2]
- Adventure Isle („Dobrodružný ostrov“).
- Gardens of Imagination („Zahrady představivosti“), ústřední část parku. Jejich součástí je „Zahrada dvanácti přátel“, čínský zvěrokruh zobrazený postavami Disney a Pixar (např. pes Pluto, krysa Remy).
- Mickey Avenue nahrazuje Main Street coby vstupní část parku.
- Tomorrowland („Země zítřka“) s futuristickými atrakcemi, obdobně jako v ostatních Disneylandech.
- Treasure Cove („Jeskyně pokladů“) je vůbec první oblast v Disneylandech s čistě pirátskou tematikou. Její součástí je i vylepšená verze atrakce Piráti z Karibiku.[1]